# Program Powszechnej Prywatyzacji

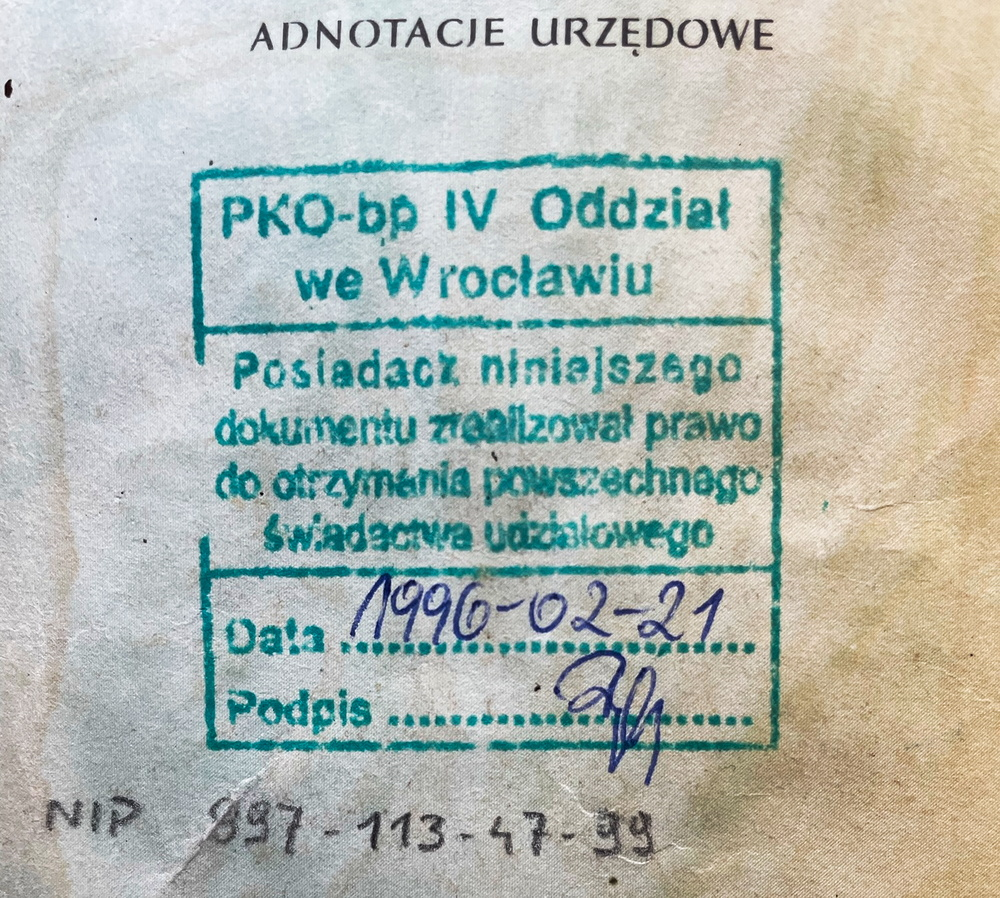
„Posiadacz niniejszego dokumentu zrealizował prawo do otrzymania powszechnego świadectwa udziałowego” -- potwierdzający udział w Programie Powszechnej Prywatyzacji stempel wbijany do dowodu osobistego

Program Powszechnej Prywatyzacji – realizowany od grudnia 1994 roku do 1998 roku, rządowy program przekształcenia 512 przedsiębiorstw państwowych (między 2 a 5% ówczesnego majątku narodowego) w spółki prawa handlowego (spółki akcyjne) przy udziale ok. 27 mln dorosłych obywateli Polski.
Głównym celem programu było umożliwienie państwowym przedsiębiorstwom dostępu do szerszych rynków zbytu, kapitału oraz nowszych technologii. Dzięki temu miała zostać polepszona konkurencyjność oraz efektywność ich działania.

## Uchwalenie ustawy
Pierwszy projekt ustawy o powszechnej prywatyzacji i narodowych funduszach inwestycyjnych wpłynął do Sejmu 31 sierpnia 1992, zaraz po powstaniu rządu Hanny Suchockiej. Pomysłodawcą programu był Janusz Lewandowski minister przekształceń własnościowych w rządzie Suchockiej oraz Jan Szomburg. Sprawozdawcą w imieniu trzech komisji sejmowych był Marcin Przybyłowicz. Na posiedzeniu Sejmu 18 marca 1993 projekt został odrzucony przez Sejm (181 – za, 203 – przeciw). Projekt upadł, gdyż przeciwko zagłosowała nie tylko cała opozycja, ale także część posłów koalicyjnych ze Zjednoczenia Chrześcijańsko-Narodowego i Porozumienia Ludowego.
Niemal natychmiast (3 kwietnia 1993) projekt został wniesiony ponownie, jako pilny projekt rządowy. Tym razem sprawozdawcą dwóch komisji sejmowych był Wojciech Arkuszewski. Projekt został uchwalony już 30 kwietnia 1993 (215 – za, 178 – przeciw). Przeciwko byli posłowie Konfederacji Polski Niepodległej, Polskiego Stronnictwa Ludowego, Porozumienia Centrum, Ruchu dla Rzeczypospolitej, Unii Pracy oraz 15 posłów ZChN. O uchwaleniu projektu zdecydowały głosy posłów Sojuszu Lewicy Demokratycznej. Było to możliwe dzięki porozumieniu między władzami Unii Demokratycznej i Kongresu Liberalno-Demokratycznego z postkomunistami. UD i KLD obiecały SLD pomoc w wyborze Marka Siwca na członka Krajowej Rady Radiofonii i Telewizji.

## Argumenty przeciwko ustawie
W dyskusji sejmowej podniesiono szereg uwag krytycznych, w tym m.in.:
- majątek objęty programem oddano do dyspozycji nie obywatelom, którzy uiszczą opłaty rejestracyjne, lecz realizatorom programu
- nadano narodowym funduszom inwestycyjnym formy organizacyjne, gdzie zarządy, a nie faktyczni właściciele, uzyskują dominującą pozycję, co spowodować może podporządkowanie części polskiej gospodarki zagranicznym instytucjom finansowym
- zarządzanie przez renomowane firmy zarządzające jest bardzo kosztowne
- fundusze zostały wyłączone spod bezpośredniej kontroli parlamentu i rządu[6]
- niebezpieczeństwo gwałtownej, masowej wyprzedaży świadectw udziałowych przez zbiedniałych obywateli, które mogą być w spekulacyjny sposób koncentrowane przez wąskie grupy polityczno-finansowe zainteresowane przejęciem pełnej kontroli nad najlepszą częścią polskiej gospodarki[7]
- program oparty jest na błędnym założeniu, że istnieją proste rezerwy restrukturyzacyjne, to znaczy, że przyjdzie zagraniczna firma zarządzająca i zrobi to, czego nie zrobił polski zarząd[8].

## Realizacja programu

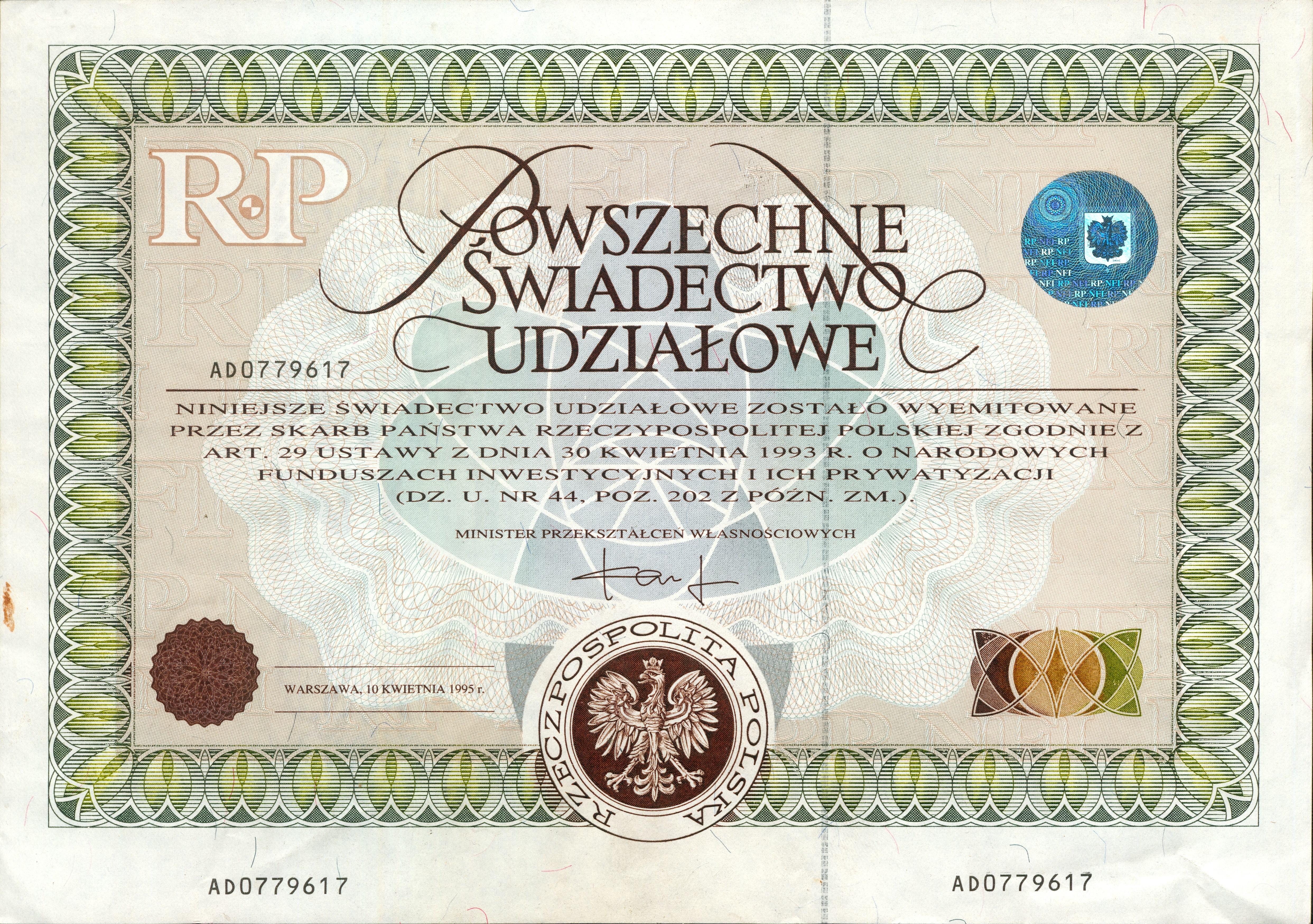
Powszechne świadectwo udziałowe

Każdy uprawniony obywatel otrzymywał powszechne świadectwo udziałowe, które miał prawo sprzedać dowolnemu podmiotowi lub zamienić na akcje narodowych funduszy inwestycyjnych.
Ustawą uchwaloną przez Sejm z dnia 30 kwietnia 1993 r. o narodowych funduszach inwestycyjnych i ich prywatyzacji. (Dz.U. z 1993 roku, nr 44, poz. 202) w Polsce powstało 15 NFI, których majątkiem miały zarządzać polskie i zagraniczne firmy konsultingowe, banki komercyjne oraz konsorcja wybrane metodą przetargu. Dwuetapowy konkurs rozstrzygał członków rad nadzorczych NFI.
Okres dystrybucji świadectw udziałowych trwał od 22 listopada 1995 r. do 26 listopada 1996 roku. Świadectwa odebrało 96% uprawnionych obywateli.
31 grudnia 2005 większość NFI weszła w stan likwidacji, gdyż wygasły umowy łączące firmy zarządzające ze Skarbem Państwa. Te, które pozostały służyły raczej unikaniu płacenia podatków.

## Ocena programu
Program został nazwany „najdroższą porażką III RP”. Majątek obejmujący 512 przedsiębiorstw państwowych „stał się przedmiotem afer, korupcji i nielegalnych transakcji, na których wzbogacili się pseudobiznesmeni i politycy”. Jednym z biznesmenów zamieszanych w spekulacje akcjami NFI był Grzegorz Wieczerzak. Przez 7 lat działalności 15 NFI zdołało wprowadzić na giełdę zaledwie około 10 przedsiębiorstw. Tymczasem każda firma zarządzająca dostawała co roku około 3,2 mln USD (plus bliżej nieokreślone wynagrodzenie w złotówkach). Koszty pokrywa Ministerstwo Skarbu z podatków obywateli. Umowy o wynagrodzenie z firmami zarządzającymi nie uzależniały wysokości wynagrodzenia od wyników finansowych funduszy.
Surową ocenę wystawił programowi premier Kazimierz Marcinkiewicz: „Cały program NFI trzeba będzie powoli, spokojnie, w zaciszu prokuratorskich gabinetów prześwietlić. To naprawdę dla zdrowia państwa bardzo ważne. Był to głośny program prywatyzacyjny, sprywatyzowano 500 największych polskich firm, a dziś wiadomo, że po tym programie nie zostało prawie nic, została tylko jedna wielka niewiadoma: gdzie się podziały pieniądze”.
Dziś ekonomiści uważają, że „Narodowe fundusze inwestycyjne to stracona okazja prywatyzacyjna”. „NFI można porównać do słynnej definicji szampana w PRL, czyli napoju, który klasa robotnicza piła ustami swoich przedstawicieli”. Przeciętny Polak zarobił na NFI po ok. 100 złotych, bo tyle mógł dostać za sprzedaż świadectwa udziałowego.